# Pietro Fontana (calciatore)
Pietro Fontana (Canistro, 11 agosto 1944 – Arezzo, 22 novembre 2020) è stato un calciatore e allenatore di calcio italiano, di ruolo difensore.

## Carriera

### Giocatore
Ha collezionato 176 presenze e una rete in Serie B con le maglie di Lazio, Ternana, Arezzo e Brindisi, conquistando due promozioni in massima serie – dapprima nella stagione 1968-1969 con la Lazio, e poi nel 1971-1972 con la Ternana –, senza tuttavia venire confermato, in entrambe le occasioni, per i successivi tornei in A. A capo dell'Cavese, Campobasso ed Anconitana inizia la carriera da allenatore, giungendo a Pagani durante il campionato di C2 1985/1986. 
Viene chiamato dal presidente Cascone per sollevare le sorti del campionato della squadra paganese che, in quegli anni, non stava ripagando le dovute aspettative. Egli consegue sette risultati utili consecutivi e conquista la salvezza con una giornata d'anticipo.
È morto nel 2020 all'età di 76 anni.

## Palmarès

### Giocatore
- Campionato italiano di Serie B: 2

Lazio: 1968-1969
Ternana: 1971-1972

### Allenatore
- Campionato Interregionale: 2

Crotone: 1983-1984
Castel di Sangro: 1988-1989

## Riconoscimenti
- 2011 (Genova, 28 maggio) - Viene insegnito dall'Ordine Nazionale Cavalieri dello Sport, con il patrocinio dell' CSEN, del titolo di Cavaliere dello Sport.[6]